# Амзин, Гариб
Гариб Амзин (араб. غريب أمزين‎; род. 3 мая 1973) — марокканский футболист, выступавший на позиции полузащитника за сборную Марокко.

## Клубная карьера
Родившийся во Франции Гариб Амзин начинал свою карьеру футболиста во французском клубе «Мюлуз» во Втором дивизионе. Летом 1998 года он перешёл в «Страсбур». 7 августа того же года он дебютировал во французской Лиге 1, выйдя в основном составе в домашнем поединке против «Лиона». 3 февраля 2001 года Амзин забил свой первый гол в рамках Лиги 1, сравняв счёт в первом тайме гостевого матча с «Сент-Этьеном». Во втором тайме марокканец забил ещё, тем самым оформив ещё и дубль. 26 мая 2001 года он играл в финале Кубка Франции 2001 и был заменён на 57-й минуте, а его команда в итоге оказалась сильнее «Амьена» в серии послематчевых пенальти и стала обладателем трофея.
Летом 2001 года Гариб Амзин перешёл в «Труа», за который провёл следующие семь сезонов, в том числе три в Лиге 2. В 2008 году марокканец вернулся в «Мюлуз», выступавший уже на любительском уровне, где и завершил свою карьеру футболиста.

## Карьера в сборной
Гариб Амзин был включён в состав сборной Марокко на чемпионат мира по футболу 1998 года во Франции, где сыграл во всех трёх играх своей команды на турнире: с Норвегией, Бразилией и Шотландией.
На Кубке африканских наций 2002 года в Мали он провёл два матча: группового этапа с Ганой и Буркина-Фасо.

## Достижения
«Страсбур»
- Обладатель Кубка Франции (1): 2000/01